# Droga wojewódzka 615
Die Droga wojewódzka 615 (DW 615) ist eine 33 Kilometer lange Droga wojewódzka (Woiwodschaftsstraße) in der polnischen Woiwodschaft Masowien, die Mława mit Ciechanów verbindet. Die Strecke liegt im Powiat Mławski und im Powiat Ciechanowski.

## Streckenverlauf
Woiwodschaft Masowien, Powiat Mławski
-  Mława (DK 7, DW 544, DW 563)
- Trzcianka
- Wola Szydłowska
- Stupsk
- Konopki

Woiwodschaft Masowien, Powiat Ciechanowski
- Pniewo Wielkie
- Pniewo-Czeruchy
- Lekowiec
- Pawłowo
- Chruszczewo
-  Ciechanów (DK 50, DK 60, DW 616, DW 617)